# PLAY GUIDE
《PLAY GUIDE》는 2013년에 tvN에서 방송된 드라마다.

## 개요
연애 고민을 듣고 해결해주는 회사 ‘러브 에이전트’의 CEO와 기획실장을 중심으로 의뢰인의 사랑을 이루어지게 해준다는 내용의 드라마이다.

## 출연
- 손담비
- 박민우
- 박재민
- 오승아
- 오초희
- 박종환
- 윤태웅
- 민지율 - 지율 역
- 박상보
- 이수정
- 정일훈
- 이예빈
- 오다길
- 레이어 - 정턱 역